# Aujourd'hui Sport
Pour les articles homonymes, voir Aujourd'hui.
Aujourd'hui Sport était un quotidien français spécialisé dans le sport, en particulier dans le football.

## Histoire
Créé le 3 novembre 2008 par le groupe Amaury (également éditeur de L’Équipe), il répond au lancement le même jour du 10 Sport par Michel Moulin afin d'éliminer à court terme "Le 10 Sport" et ainsi préserver le monopole de L’Équipe.
Après une semaine de diffusion, les ventes nationales du 10 Sport atteignent 30 000 exemplaires (l'équilibre n'étant atteint qu'à un tirage de 80 000 exemplaires) contre 25 000 pour Aujourd'hui Sport. En cas d'arrêt du 10 Sport, la parution d'Aujourd'hui Sport serait « sans doute » elle aussi arrêtée, annonce alors le groupe Amaury.
En mai 2009, un mois après le passage en hebdomadaire du 10 Sport, le groupe Amaury indique que Aujourd'hui Sport, diffusé à 30 000 exemplaires, continuera à paraître pendant au moins six mois.
Toutefois, le numéro 236 du 30 juin 2009 est le dernier à paraître. « Les perspectives de marché, tant en vente qu'en publicité, ne permettent pas d'assurer à ce titre une viabilité économique à moyen terme », estime officiellement le groupe de presse.